# 库塔尔
库塔尔，是西班牙安达卢西亚自治区马拉加省的一个市镇。 总面积19平方公里，
2001年普查人口總數620人，人口密度為每平方公里33人。